# Port lotniczy Abbaye
Port lotniczy Abbaye (IATA: BGH, ICAO: GQNE) – port lotniczy położony w Boghe, w Mauretanii.